# Рекреациони центар А. О. Ширли
Рекреациони центар А. О. Ширли (енгл. A. O. Shirley Recreation Ground) је вишенаменски стадион у Роуд Тауну, Британска Девичанска Острва. Углавном користи за фудбалске утакмице и обично је домаћин утакмица фудбалске репрезентације Британских Девичанских острва. Стадион прима 1.500 људи.
Стадион је добио име у част Александра О. Ширлија у јуну 1990. године. Ширли, играчица крикета која је такође служила као главни рачуновођа Британских Девичанских острва од 1967. до 1987. године, затражила је земљиште за изградњу терена од администратора Британских Девичанских острва. Ширли остаје једина Британка са Девичанског острва која има терен назван по некоме из Британије.
Терен је такође коришћен као место играња крикет утакмица, са првим забележеним крикет мечем одиграним 1988. године између Комбинованих Девичанских Острва и Невиса. Три године касније, крикет тим Британских Девичанских Острва је на стадиону први пут играо против Ангвиле на Турниру Острва заветрине 1991. године. Нешто више од деценије касније, Заветринска острва су тамо одиграла првокласну утакмицу против Заветрених острва у Буста купу 2001/02.Ово је једина прворазредна утакмица која се игра на терену. Последњи забележени крикет меч одигран је 2005. године. Називи терена су „Поред полицијске станице” и „Крај супер вељу енда”.